# تپه بان گبری داربلوط
تپه بان گبری داربلوط مربوط به سده‌های اولیه دوران‌های تاریخی پس از اسلام است و در شهرستان سرپل ذهاب، بخش مرکزی، دهستان قلعه شاهین، جنوب روستای داربلوط واقع شده و این اثر در تاریخ ۲۷ اسفند ۱۳۸۷ با شمارهٔ ثبت ۲۶۴۶۴ به‌عنوان یکی از آثار ملی ایران به ثبت رسیده است.